# Player versus player
Player versus Player, ook wel afgekort als PvP (Nederlands: "speler tegen speler"), is een term die verwijst naar een spelmodus voor een online-spel waarbij verschillende spelers het gevecht met elkaar aangaan. Soms wordt dit ook wel PK'en genoemd (Player Killing). Dit is anders dan TK'en, waarin gebruikers andere spelers van het eigen team aanvallen en uitschakelen, wat algemeen beschouwd wordt als ongewenst gedrag.
PvP is een spelmodus voor een online-spel. Meestal komt PvP voor in een MMO zoals League of Legends, World of Warcraft en RuneScape. In de meeste spellen is het niet zo dat wanneer een speler doodgaat in een PvP-gevecht, deze onherroepelijk dood is. Daarnaast kan het ook bijdragen aan de inhoud van het spel zelf, zoals bij Guild Wars.
Naast PvP zijn er dus ook nog andere spelmodi zoals PvM (player versus Monster), PvE (Player versus Environment) en PvA (Player versus All).